# Istria, Constanța
Istria este satul de reședință al comunei cu același nume din județul Constanța, Dobrogea, România. La recensământul din 2002 avea o populație de 1438 locuitori.

## Denumiri și etimologie
În trecut, satul s-a numit Caranasuf (în turcă: „Karanasuf”, în traducere „Nasuf cel Negru”, Nasuf fiind întemietorul satului) și formele mai rar folosite: Cara-Iusuf și Cara-Isif. Înainte de 1879, a fost numit, de asemenea, Caranisip.
În urma războiului Crimeei, în retragerea trupelor rusești, acestea au luat numeroase familii pe care le-au așezat în Bucovina. Ulterior aceste familii s-au întors în sat. De aceea, acestea au dobândit denumirea de bucovineni și astfel, pentru o scurtă perioadă de timp, satul a purtat numele Bucovina.
Potrivit tradiției locuitorilor, la nord de actualul sat Istria, la cca. 5–6 km, a existat, acum câteva sute de ani, un sat turcesc numit „Haidân”. Din cauza unei epidemii care a omorât un număr considerabil de oameni din localitate, conducătorul satului, Nasuf a dat ordin să fie dărâmate casele și gospodăriile incendiate, iar vatra satului a fost mutată în locația actuală.